# 亞太海纜
亞太光纜網絡（Asia-Pacific Cable Network，APCN）是12000公里海底光纜系統，連接日本，韓國，台灣，香港，菲律賓，印尼，新加坡，馬來西亞和泰國。亞太光纜網絡（APCN）是世界第四採用光放大器技術的海底光纜系統，具有5 Gbps的設計能力。于1997年投入使用。

## 海缆上岸点
海缆于以下地方上岸：
- 泰国Petchaburi
- 马来西亚丰盛港
- 新加坡樟宜
- 印尼安卒（英语：Ancol）
- 香港大屿山
- 菲律宾八打雁省
- 台湾头城镇
- 南韩釜山广域市
- 日本宫崎市